# Avro Canada CF-103
Die Avro Canada CF-103 war das Projekt eines Abfangjäger des kanadischen Herstellers Avro Canada der frühen 1950er-Jahre und sollte die CF-100 Canuck bei der RCAF ersetzen.

## Geschichte und Konstruktion
Noch bevor der Prototyp der CF-100 flog, führte Avro Canada Studien für eine weiterentwickelte Variante des Flugzeugs durch, da die RCAF einen Abfangjäger für den Überschallbereich suchte. Durch die bei der CF-100 festgestellten Beschränkungen, schlug der Chefkonstrukteur John Frost, eine Reihe von Verbesserungen, wie z. B. dünnere gepfeilte Tragflächen vor. Im Dezember 1950 begann das Avro Aircraft Konstruktionsbüro mit den Entwurfsarbeiten unter Einbeziehung der Rumpfstruktur der CF-100, mit neuen gepfeilten Tragflächen und neuem Leitwerk.
Frost sah die neue Konstruktion als Zwischenlösung zwischen der CF-100 und dem fortschrittlichen C-104-Projekt an. Die wesentliche Änderungen an der Tragflächenkonstruktion waren das Flügelprofil, die abnehmende Tragflächenstärke, sowie die 42°-Pfeilung der Vorderkante. Hierbei entstand beinahe ein Deltaflügel. Trotz des geplanten Einbaus stärkerer Triebwerke und der Neukonzeption, ergaben sich rechnerisch nur geringfügig bessere Leistungen gegenüber einer Serien CF-100, nämlich lediglich Mach 0,95 gegenüber Mach 0,85 der Serien CF-100 Mk.2 und Mk.3.
1951 gab das kanadische Department of Trade and Commerce einen Auftrag für zwei Prototypen und eine statische Bruchzelle unter der Projektbezeichnung CF-103. Ein hölzernes Mock-up wurde gebaut, danach mit dem Prototyp begonnen. Der Erstflug war für den Sommer 1952 geplant, dann jedoch auf Mitte 1953 verschoben. Mit Fortschreiten des Kalten Kriegs, forderte die kanadische Regierung, dass die Produktion der neuesten CF-100 Versionen, sowie die Entwicklung deren verbesserter Varianten, Vorrang vor der CF-103 hatten, was letztendlich im Dezember 1951 zum Abbruch des Projekts führte.

## Technische Daten
| Kenngröße             | Daten                                                      |
| --------------------- | ---------------------------------------------------------- |
| Besatzung             | 2                                                          |
| Länge                 | 18,20 m                                                    |
| Spannweite            | 13,1 m                                                     |
| Höhe                  | 4,87 m                                                     |
| Flügelfläche          | ? m²                                                       |
| Leermasse             | ? kg                                                       |
| max. Startmasse       | ? kg                                                       |
| Höchstgeschwindigkeit | 1039 km/h                                                  |
| Dienstgipfelhöhe      | ? m                                                        |
| Reichweite            | ? km                                                       |
| Triebwerke            | 2 × Orenda 17 Strahltriebwerke mit Nachbrenner mit 37,8 kN |
| Bewaffnung            | acht M3-Maschinengewehre und Raketen unter den Tragflächen |